# Sylvain Lussier
Pour les articles homonymes, voir Lussier.
Sylvain Lussier est un juge québécois.
Il travaille actuellement à Montréal en tant que juge auprès de la Cour supérieure. Il était autrefois avocat au sein du cabinet Osler, Hoskin & Harcourt.
Fils de Charles Lussier, haut fonctionnaire public qui a agi à titre de directeur de la Maison canadienne à Paris et premier directeur de la Délégation générale du Québec à Paris, Sylvain Lussier obtient un baccalauréat en sciences politiques de l'Université d'Ottawa en 1974 et sa licence en droit de la même université en 1977.  Il devient membre du Barreau du Québec en 1978.
Il se spécialise principalement dans les domaines du litige commercial, du droit administratif et du droit constitutionnel, notamment en ce qui a trait aux questions liées au droit autochtone et au droit de l'environnement. Il a enseigné le droit administratif à l'Université d'Ottawa, à l'Université de Montréal et au Barreau du Québec. Il a donné plusieurs conférences et rédigé plusieurs articles sur la procédure civile, le droit civil ainsi que le droit autochtone.
Sylvain Lussier est surtout connu par le grand public pour sa participation à la Commission Gomery à titre de procureur du gouvernement fédéral canadien. Depuis, il a souvent été commentateur médiatique d'autres commissions d'enquête. En 2010, il a été appelé à commenter les travaux de la Commission d’enquête sur le processus de nomination des juges, notamment à l'antenne de Radio-Canada en compagnie de Michel C. Auger et Bernard Roy.
Il est aussi cité dans l’édition 2006 du Lexpert Directory comme un praticien émérite dans les domaines du droit autochtone, du droit public, des recours collectifs, de la responsabilité des administrateurs et dirigeants et du litige commercial et corporatif. Le répertoire The Best Lawyers in Canada 2006 le reconnaît comme l'un des meilleurs avocats en droit corporatif et administratif, litige en droit corporatif et commercial et responsabilité professionnelle des avocats. Il est aussi cité dans l’édition 2006 du Chambers Global comme « une force avec laquelle on doit généralement compter » et pour son expertise en droit constitutionnel, en droit autochtone et en droit de l'environnement.
Le 31 mai 2007, Sylvain Lussier a été choisi à titre d'Avocat Émérite par le Barreau du Québec Il a fait partie du groupe de 81 avocats à être les premiers à recevoir cette distinction Il fait également partie du prestigieux American College of Trial Lawyers depuis 2001.

## Formation académique
Sylvain Lussier suivit l'enseignement primaire de l'école Gerson à Paris.
À l'adolescence, Sylvain Lussier fréquente le Collège Stanislas à Montréal de 1967 à 1972. Il poursuit ensuite ses études à l'Université d'Ottawa, où il complète un B.A. en sciences politiques en 1974, avant d'entreprendre ses études en droit et d'obtenir sa licence en 1977. Il suit également des cours en vue de l'obtention d'une maîtrise en droit, mais ne complètera jamais celle-ci.
Afin de pouvoir exercer la profession d'avocat, il s'inscrit à l'école de formation professionnelle du Barreau du Québec en 1977.

## Expérience professionnelle
Après avoir réussi les examens du Barreau du Québec, Sylvain Lussier retourne à Montréal et complète son stage de formation professionnelle au sein de l'étude Phillips & Vineberg en 1978.  Après avoir été inscrit au Tableau de l'Ordre cette même année, il pratique le droit à titre de sociétaire chez Phillips & Vineberg jusqu'en 1983.
Il décide alors de se joindre à l'étude Desjardins Ducharme.  Cette dernière regroupe à cette époque une équipe impressionnante de jeunes plaideurs, dont plusieurs deviendront subséquemment juges. Lussier sera nommé associé au sein du groupe de litige. Il pratiquera au sein de ce cabinet pendant 23 ans.  
En 2006, il est approché par l'étude Osler, Hoskin & Harcourt et invité à joindre ses rangs à titre d'associé.  Ce cabinet d'envergure nationale canadienne avait ouvert un bureau à Montréal en 2001 et était en pleine croissance. Son équipe de litige comptant déjà deux associés de grande renommée en George R. Hendy et Silvana Conte, Osler était à la recherche d'un autre plaideur de renom.  Sylvain Lussier y pratique toujours le litige.